# Megalopalpus zymna
Megalopalpus zymna är en fjärilsart som beskrevs av Grose-smith 1891. Megalopalpus zymna ingår i släktet Megalopalpus och familjen juvelvingar. Inga underarter finns listade i Catalogue of Life.